# Ayem Nour
 (décembre 2022).
Ne doit pas être confondu avec Aymen Abdennour ou Ayman Nour.
Pour les articles homonymes, voir Nour.
Ayem Nour, née le 24 novembre 1988 à Lyon, est une animatrice et chroniqueuse de télévision, comédienne et influenceuse française.
Elle se fait remarquer dans la cinquième saison de l'émission de téléréalité Secret Story en 2011 sur TF1. Profitant de cette notoriété, elle se lance dans l'animation d'émissions et devient l'une des animatrices phares de la chaîne NRJ 12 où elle a notamment été aux commandes du Mag et de la présentation des finales de Friends Trip. Elle a également joué l'un des rôles principaux de la série Hollywood Girls.
Elle a par ailleurs exercé sur les chaînes MCM et June, et a été chroniqueuse sur C8.

## Biographie

### Enfance et études
Ayem Nour est d'origine tunisienne du côté de son père et Algérienne du côté de sa mère, Farida. Elle obtient un baccalauréat littéraire et décide de quitter le domicile familial pour tenter sa chance à Paris. Elle suit une licence de lettres modernes avant de se réorienter vers une licence de droit. Cependant, Ayem abandonnera après une année ces deux formations,. Elle souhaite par la suite entamer des études de journalisme mais est contrainte d’arrêter ses études pour des raisons financières.

### Téléréalité et comédie
Elle exerce quelques emplois saisonniers, puis décide de tenter sa chance dans la téléréalité, plus par intérêt financier que dans l'espoir d'une réelle carrière à la télévision. En 2011, elle participe à la cinquième saison de l'émission Secret Story, sur TF1. Elle est éliminée au bout de neuf semaines de jeu, après 5 nominations par le public face à Zelko. Elle n’en reste pas moins la candidate "star" de cette émission. Après le jeu démarre pour elle une tournée médiatique, la jeune femme enchaîne donc les apparitions en boîtes de nuits, les séances de dédicaces, les couvertures de magazines et apparitions sur des plateaux télés.
Ayem Nour s'emploie ensuite à faire fructifier sa notoriété : elle se fait remarquer par le directeur de NRJ 12, qui lui confie l'un des rôles principaux de la série de réalité scénarisée Hollywood Girls à compter de 2012 . Elle y partage la vedette avec Caroline Receveur, elle-même ancienne candidate de la saison 2 de Secret Story. La même année elle apparaît dans le clip de la chanson Celebration de Chris Brown, Tyga, Wiz Khalifa et Lil Wayne.
Elle fait une apparition dans la cinquième saison des Anges de la Téléréalité à l'occasion de l'anniversaire de Nabilla Benattia.
Le 6 juin 2014, elle participe au jeu L'Œuf ou la Poule ? présenté par Cyril Hanouna sur D8.

### Animatrice et chroniqueuse à la télévision

#### 2012-2018: NRJ 12, June, MCM
En 2012, elle est chroniqueuse dans l’émission Les Anges de la Téléréalité 4 : Le Mag présentée par Matthieu Delormeau et Jeny Priez sur NRJ 12, elle y anime la rubrique « Hollywood news ».
À partir d'octobre 2012, bénéficiant d’un concours de circonstances - Jeny Priez étant  écartée pour cause de poursuites judiciaires -, elle coanime le Mag aux côtés de Matthieu Delormeau, jusqu’en décembre 2013.

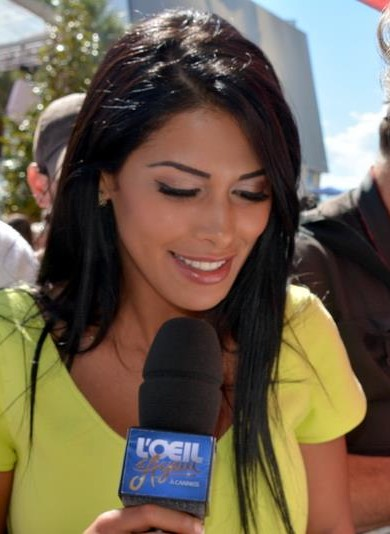
Ayem Nour en tournage pour l'émission L'Œil d'Ayem.

En mars 2013, elle coprésente son premier prime-time sur la chaîne avec Matthieu Delormeau encore, Les Anges de la téléréalité 5 : Le Grand Départ. L’émission réunit jusqu’à 968 000 téléspectateurs le dimanche soir. En octobre 2013, une nouvelle émission lui est confié en collaboration avec Adrien Rohard, Ça va s’en rire, un programme humoristique diffusée tous les samedis soir en prime sur NRJ 12. L’émission durera jusqu’en décembre 2013 où elle finira par être subitement déprogrammée pour cause de mauvaises audiences.
En 2014, elle quitte la chaîne NRJ 12. Elle rejoint quelques mois après, la chaîne MCM pour animer sa propre émission, L'œil d'Ayem.
Entre septembre 2014 et juin 2015, elle présente l'émission people Les Samedis d'Ayem sur June. Elle présente également d'autres évènements sur la chaîne comme Lauriers TV Awards, Fashion Street Diaries et Dans les coulisses des MTV Music Awards.
Le 20 janvier 2016, elle fait son retour sur NRJ 12 pour y présenter la nouvelle version du Mag qu'elle présentait auparavant, Le Mad Mag. Elle présentera l'émission jusqu'en mai 2016 date à laquelle elle entre en congés maternité. Elle revient à la tête de l'émission en octobre 2016.
En décembre 2016, elle anime la finale de la troisième saison de Friends Trip sur NRJ 12.
En février 2017, elle anime le lancement de la neuvième saison Les Anges sur NRJ 12.
En septembre 2017, elle anime Le Mad Mag, le débrief des filles. Cependant, l'émission est déprogrammé à la suite des mauvaises audiences de l'émission.
En janvier 2018, elle s'absente à l'animation du Mad Mag pendant quelques semaines avant d'être déprogrammé définitivement quelques semaines après.
En février 2018, elle anime avec Benjamin Machet, la finale de la quatrième saison de Friends Trip sur NRJ 12.
À la suite de la déprogrammation du Mad Mag, NRJ 12 annonce que Ayem Nour reste sur la chaîne et qu'elle a des projets à venir avec la chaîne. Quelques semaines plus tard, il est annoncé qu'elle ne reviendra pas sur la chaîne n'ayant aucun projet avec NRJ 12,.

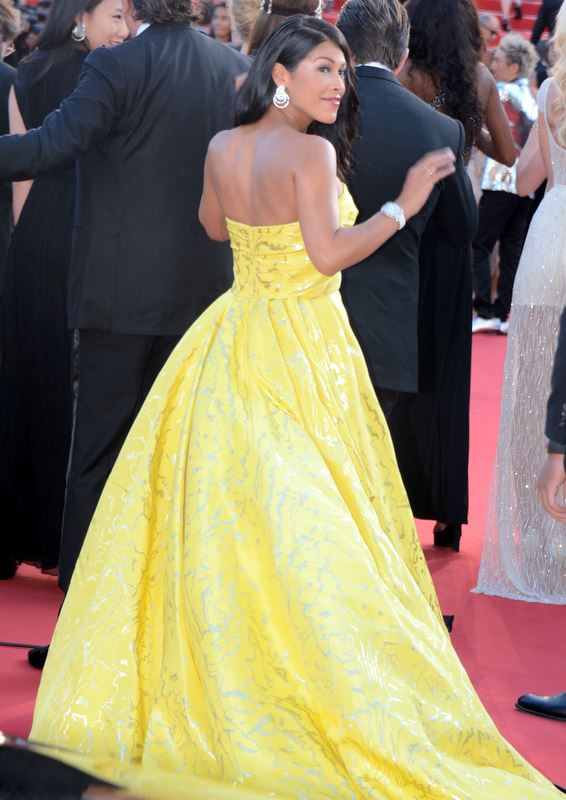
Ayem Nour lors de la montée des marches du festival de Cannes en 2014.

#### 2020 - 2022: C8
En janvier 2020, elle rejoint l'équipe de Touche pas à mon poste !. Cependant, les réactions sur les réseaux sociaux sont vives à l'égard de la jeune femme. Par la suite, Ayem n'intervient qu'une seule fois en tant que chroniqueuse dans l'émission. Cependant elle revient sur la chaîne en 2022, également en tant que chroniqueuse dans TPMP People présenté par Matthieu Delormeau.

### Influenceuse et blogueuse
En 2012, elle crée un blog de mode et de beauté avec la participation de Capucine Anav, Caroline Receveur et Nabilla Benattia intitulé Mon Coach Star.
En 2017, elle devient l'égérie de la marque de produits minceurs Anaca 3.
Depuis 2018, elle a fondé sa marque de cosmétique et de produits maquillant Jolie Secret.

## Vie privée

### Relation avec Vincent Miclet
En avril 2013, elle devient la compagne de l'homme d'affaires Vincent Miclet, de vingt-trois ans son aîné. Dans les années qui suivent, leur vie de couple est très suivie par la presse people.
Le 7 juin 2016, elle donne naissance à un petit garçon nommé Ayvin-Aaron Miclet. Le 18 novembre 2016, Vincent Miclet annonce leur séparation aux médias.
Depuis, Ayem Nour a évoqué dans l'émission TPMP du 16 novembre 2022 une relation "chaotique" avec Vincent Miclet où persistent menaces, harcèlement psychologique et autres chantages.

### Relation et mariage avec Dylan Thiry
En février 2024, Ayem se marie avec l’influenceur Dylan Thiry. Le couple a mis fin à leur relation six mois après le mariage, en août 2024.

## Émissions de télévision

### Animatrice et chroniqueuse
- 2012 : Les Anges de la télé-réalité 4, Club Hawaï : Le Mag sur NRJ 12 : chroniqueuse
- 2012-2013 : Le Mag (co-animé avec Matthieu Delormeau) sur NRJ 12
- 2013 : Les Anges de la téléréalité 5 (co-animé avec Matthieu Delormeau) sur NRJ 12 : 
  - Welcome to Florida ! Le Grand Départ
  - Welcome to Florida ! Kim Kardashian débarque
  - Welcome to Florida ! Les Retrouvailles
  - Welcome to Florida ! Le Grand Best-Off
- 2013-2014 : Ça va s'en rire (co-animé avec Adrien Rohard) sur NRJ 12
- 2014 : L'Œil d'Ayem Nour à Cannes sur MCM
- 2015 : Les Samedis d'Ayem sur June
- 2015 : Lauriers TV Awards sur June
- 2015 : Fashion Street Diaries sur June
- 2015 : Dans les coulisses des MTV Music Awards sur June
- 2016-2018 : Le Mad Mag sur NRJ 12
- 2016 : Les Anges de la téléréalité 8 : Pacific Dream : Le Prime sur NRJ 12
- 2016 : Friends Trip 3 : Qui sera le meilleur ami ? La finale sur NRJ 12
- 2017 : Les Anges 9 : Black to Paradise : Le lancement sur NRJ 12
- 2017 : Just Dance World Cup (avec Benoît Dubois) sur NRJ 12
- 2017 : Le Mad Mag, le débrief des filles sur NRJ 12
- 2018 : Friends Trip 4 : Qui sera le meilleur ami ? La finale sur NRJ 12
- 2020 : Touche pas à mon poste !  sur C8 : chroniqueuse
- 2022 : TPMP People sur C8 : chroniqueuse
- 2025 : 20 ans de grandes émotions sur NRJ 12 : animatrice

### Candidate / participante

#### Téléréalité
- 2011 : Secret Story (saison 5) sur TF1 : candidate
- 2013 : Les Anges de la téléréalité 5 : Welcome to Florida ! : invitée

#### Autre
- 2014 : L'Œuf ou la Poule ?, jeu sur D8 : candidate

## Filmographie
- 2012 : clip de la chanson Celebration interprétée par Chris Brown, Tyga, Wiz Khalifa et Lil Wayne : apparition
- 2012 : clip de la chanson Toi et moi interprétée par Colonel Reyel : apparition
- 2012-2014 : Hollywood Girls : une nouvelle vie en Californie (série télévisée, saisons 1 à 3) : Ayem Stevens-Damico

## Publications
- Simplement kéto, mes conseils & 50 recettes pour maigrir sans frustration, Thierry Souccar éditions, 2021.